# Colchester (Illinois)
Colchester è un comune degli Stati Uniti d'America, situato in Illinois, nella Contea di McDonough.